# Frederick Douglass

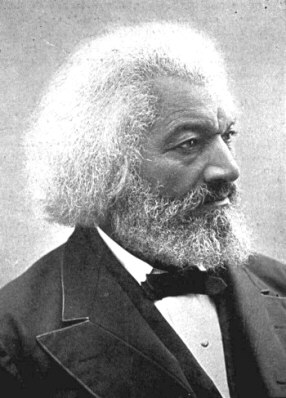
Frederick Douglass

Frederick Douglass um 1850

Frederick Douglass (* als Frederick Augustus Washington Bailey, wahrscheinlich im Februar 1818 auf einer Plantage bei Hillsboro im Talbot County, Maryland; † 20. Februar 1895 in Washington, D.C.) war ein entflohener amerikanischer Sklave, Abolitionist, Menschenrechtsaktivist, Politiker und Publizist. Er gilt als einflussreichster Afroamerikaner des 19. Jahrhunderts.

## Leben

### Herkunft und frühe Jahre
Da Frederick Douglass als Kind einer Sklavin, Harriet Bailey, zur Welt kam, wurde sein genaues Geburtsdatum nirgendwo festgehalten. Er selbst konnte sein ungefähres Alter nur schätzen, da er seinen Sklavenhalter 1835 sagen hörte, er sei um die 17 Jahre alt. Er erinnerte sich später, dass seine Mutter ihn „Little Valentine“ genannt hatte, und feierte seinen Geburtstag daher am 14. Februar, dem Valentinstag. Der Februar 1818 gilt als wahrscheinlicher Monat seiner Geburt. Als Geburtsort nannte er in seiner ersten, 1845 veröffentlichten Autobiographie Tuckahoe bei Hillsboro in Maryland. Wahrscheinlich handelte es sich dabei um eine Farm seines ersten Sklavenhalters Aaron Anthony in der Nähe des Tuckahoe Creek. Heute befindet sich dort der Frederick Douglass Park on the Tuckahoe. 
Douglass wurde schon kurz nach seiner Geburt von seiner Mutter getrennt und sah sie in seinem Leben nur wenige Male. Sie starb, als er etwa sieben Jahre alt war und bei seiner Großmutter, Betty Bailey, lebte. Douglass erlangte nie Gewissheit darüber, wer sein Vater war. Laut einem Gerücht, das er in seiner Autobiographie erwähnt, war es Aaron Anthony selbst, sein Sklavenhalter und der seiner Mutter. Nach Anthonys Tod 1826 „erbten“ dessen Tochter Lucretia und ihr Mann Thomas Auld den jungen Douglass.
Bereits 1825 war er als Haussklave nach Baltimore zu Hugh Auld geschickt worden, dem Bruder Thomas Aulds. Dessen Gattin Sophia beschrieb er als eine „freundliche und warmherzige Frau“, die ihn „in der Einfachheit ihres Herzens“ so behandelte, „wie nach ihrem Verständnis menschliche Wesen einander behandeln sollten.“  Bis ihr Mann dies unterband, lehrte Sophia Auld ihn Lesen und Schreiben. Danach ließ er sich insgeheim weiter unterrichten, von weißen Kindern in Baltimore, zu denen er Kontakt hatte.

### Flucht aus der Sklaverei, Ehe und Familie

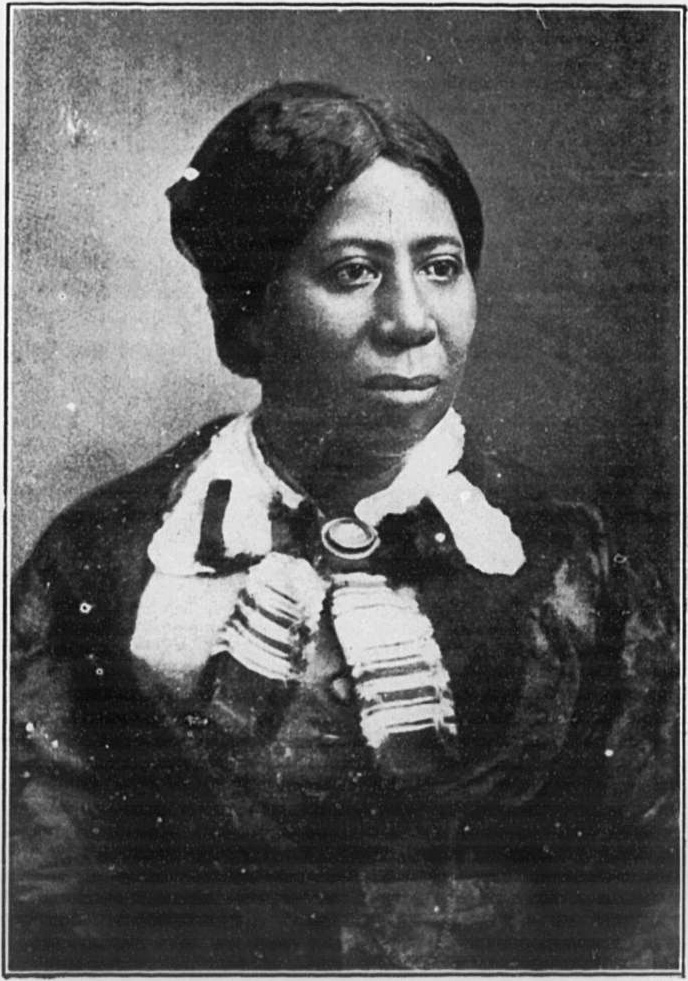
Anna Murray-Douglass, die Ehefrau von Douglass über 45 Jahre

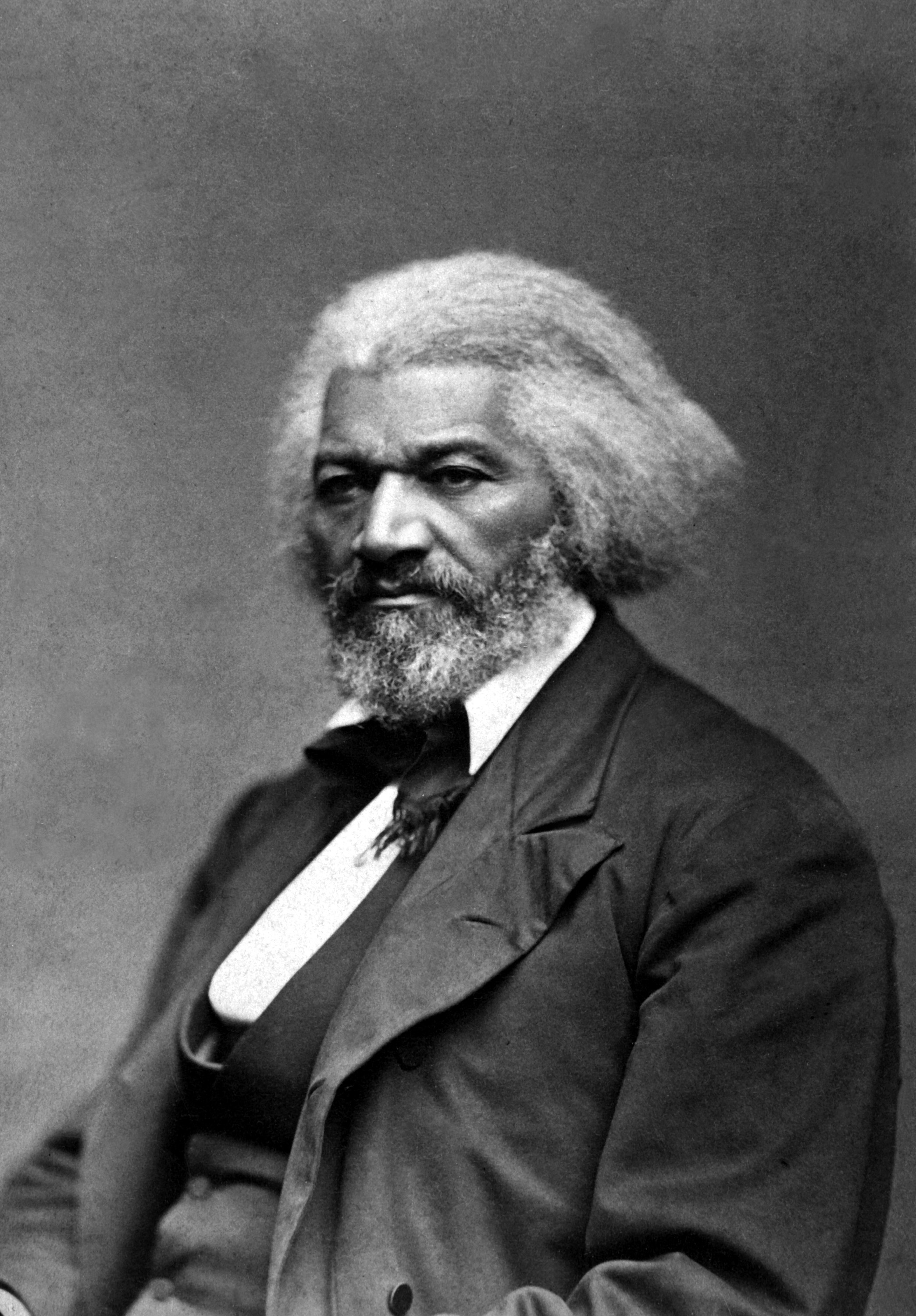
Von Douglass existieren 160 Fotografien, diese wurde um 1879 aufgenommen

Nachdem ein erster Fluchtversuch gescheitert war, lieh er sich 1838 den Schutzbrief eines Seemanns. Mit diesem gelang ihm die Flucht in die Freiheit; er ging nach New York. Dort änderte er seinen Namen (wie bei entkommenen Sklaven üblich) in Frederick Douglass. Am 15. September 1838, elf Tage nach seiner Ankunft in New York, heiratete er Anna Murray, die er in Baltimore kennengelernt hatte und nach New York nachkommen ließ. Das Paar hatte fünf Kinder, die älteste Tochter war Rosetta Douglass. Nachdem Anna im August 1882 gestorben war, heiratete er im Januar 1884 die weiße, um zwanzig Jahre jüngere Suffragette Helen Pitts, was in der Familie und in der Öffentlichkeit sehr kontrovers aufgenommen wurde.

### Wirken als Abolitionist
Nach Anfrage sprach Frederick Douglass 1840 auf einer Versammlung der Abolitionisten in Nantucket, Massachusetts, über seine Erfahrungen in der Sklaverei. Hiermit legte er den Grundstein für seine folgenden Auftritte als hauptberuflicher Redner gegen die Sklaverei. Ebenso wurde er als Schriftsteller tätig und veröffentlichte 1845 sein erstes Buch Narrative of the Life of Frederick Douglass, an American Slave, das binnen vier Monaten 5000-mal verkauft wurde und bis Ende 1847 in neun Ausgaben erschien. Neben einer Anzahl Essays, gedruckter Briefe und Reden erschienen 1855 und 1881 weitere Autobiografien, letztere 1892 nochmals in überarbeiteter Form.
1845 reiste Douglass nach Großbritannien und Irland, wo er zusammen mit dem Abolitionisten William Lloyd Garrison Vorträge über die Sklaverei hielt, englische Freunde Geld sammelten und ihn aus der Sklaverei „freikauften“. Während dieser Reise organisierte er zusammen mit schottischen Abolitionisten eine Kampagne gegen die Free Church of Scotland wegen deren Entscheidung, Gelder von Sklavenhaltern anzunehmen. Das dadurch entstandene öffentliche Aufsehen zwang auch die 1846 in London stattfindende Gründungskonferenz der Evangelical Alliance, das Thema Sklaverei aufzugreifen, was in einer tiefgreifenden Spaltung der Konferenz mündete. Daraufhin kritisierte Douglass in einer in London vor der Anti-Slavery League gehaltenen Rede (“Slavery in the Pulpit of the Evangelical Alliance”), dass zwar Sklavenhalter zur Konferenz der Evangelical Alliance eingeladen wurden, aber keine Quäker, die sich stark im Kampf gegen die Sklaverei engagiert hätten. Er wies auch auf die Beziehung zwischen Sklaverei und Christentum in den USA hin und beklagte, dass die Kirchen die stärksten Verbündeten des Sklavereisystems im Süden der USA seien.
In den folgenden Jahren nahm er unter anderem 1848 als einziger afroamerikanischer Mann an der Versammlung für die Gleichberechtigung der Frauen in Seneca Falls teil und warb 1863 schwarze Soldaten für die Armee der Nordstaaten.
Nach dem Aufstandsversuch John Browns bei Harpers Ferry im Oktober 1859 wurde Douglass der Mitwisserschaft verdächtigt und musste untertauchen. Seine deutsche Übersetzerin Ottilie Assing versteckte ihn in dem von ihr bewohnten Boardinghouse in Hoboken und verhalf ihm zur Flucht, warnte seine Familie durch ein verschlüsseltes Telegramm und besorgte konspirative Post über einen deutschen Mittelsmann. Für seine Verdienste um den Abolitionismus vermachte Assing, die zeitlebens mit ihm eng befreundet und Mitarbeiterin seiner Zeitung The New National Era war, Frederick Douglass für die Zeit seines Lebens die Kapitalzinsen ihres Vermögens.
1864 erhielt Douglass eine zweite Audienz bei Abraham Lincoln, wobei er sich für die Gleichberechtigung der schwarzen Soldaten in der Armee einsetzte. 1870 war er der Hauptredner bei den Feierlichkeiten zur Ratifizierung des 15. Verfassungszusatzes. 1872 wurde er in Abwesenheit von der Equal Rights Party als Vizepräsidentschaftskandidat an der Seite von Victoria Woodhull bei den Präsidentschaftswahlen nominiert; allerdings waren die Stimmen für die erste kandidierende Frau wegen Nichterreichens des nötigen Alters ungültig.

### Späte Jahre
Als Vollendung seines Einsatzes für die Gleichberechtigung wurde Douglass 1891 von Präsident Benjamin Harrison als Nachfolger von John E. W. Thompson zum Gesandten und Generalkonsul in der Republik Haiti ernannt.
Douglass starb 1895 im Alter von 77 Jahren. Sein Grab befindet sich auf dem Mount Hope Cemetery in Rochester, New York.

## Ehrungen
- 1950 wurde die Frederick Douglass Memorial Bridge in Washington D.C. fertiggestellt.
- Sein Haus in Anacostia (Washington, D.C.) ist Teil des National Park Systems.
- 1965 wurde eine Briefmarke der US Post mit Douglass’ Bild in der Serie Große Amerikaner herausgebracht.
- 2013 wurde im Washingtoner Kapitol (in der Emancipation Hall des Besucherzentrums) eine Douglass-Statue aufgestellt. Die Emancipation Hall war 2007 zum Gedenken an die Sklavenarbeiter errichtet worden, die das Kapitol bauten.[19]

## Darstellung in der Kunst
- Im Spielfilm Glory wird Frederick Douglass von Raymond St. Jacques dargestellt.
- In George MacDonald Frasers Flashman and the Angel of the Lord taucht Douglass auf.
- In der Historienserie Copper – Justice is brutal wird er in einer Folge als historische Person von Eamonn Walker dargestellt. In besagter Folge hält er eine Rede zum Abolitionismus (S02xE02).
- In der dritten Episode der ersten Staffel von Fackeln im Sturm verkörperte Robert Guillaume Frederick Douglass während einer abolitionistischen Veranstaltung.
- Frederick Douglass ist einer der Protagonisten in Colum McCanns Roman TransAtlantik (2013).
- In der TV-Mini-Serie The Good Lord Bird nach dem Roman von James McBride über John Browns Leben wird Frederick Douglass durch Daveed Diggs verkörpert.
- Eine Reproduktion des Fotos vom Wandgemälde Frederic Douglass (circa 1879) des schottischen Straßenkünstlers Ross Blair (Edinburgh) wurde anlässlich des G7-Gipfels 2021 von Boris Johnson an Joe Biden verschenkt. Das Foto des Wandgemäldes wurde aus der englischsprachigen Wikipedia übernommen.[20]

## Werke
- Narrative of the Life of Frederick Douglass, an American Slave. Written by himself. Boston, 1845.   Documenting the American South, bei University of North Carolina at Chapel Hill
  - Das Leben des Frederick Douglass als Sklave in Amerika von ihm selbst erzählt. Übersetzung Dietlinde Haug. Lamuv Verlag, Göttingen 1991, ISBN 978-3-88977-272-5
  - Mein Leben als amerikanischer Sklave. Übersetzung Hans-Christian Oeser. Nachwort Hannah Spahn. Ditzingen: Reclam, 2022
- The Heroic Slave. Autographs for Freedom. 1853
- My bondage and my freedom Publisher: Miller, Orton & Mulligan, 1855 – ISBN 1-4043-7168-0. (Autobiographie von 1855, englisch, archive.org oder docsouth.unc.edu).
  - Sclaverei und Freiheit. Autobiographie. Aus dem Englischen übertragen von Ottilie Assing. Hoffmann und Campe, Hamburg 1860 (Digitalisat); (Digitalisat).
  - Ein Stern weist nach Norden : Lebenserinnerungen. Übersetzung Hans Herrfurth. Nachwort Karl-Heinz Wirzberger. Ost-Berlin : Rütten & Loening, 1965
- Life and times of Frederick Douglass, written by himself. Publisher: De Wolfe & Fiske Co., Boston 1892 –  ISBN 1-4179-4795-0 (Autobiographie von 1892, englisch, archive.org, docsouth.unc.edu).
- John Brown. An address by Frederick Douglass, at the fourteenth anniversary of Storer College, Harper’s Ferry, West Virginia, May 30, 1881. Morning Star job printing house, Dover N.H. 1881 (archive.org).